# Лубяновский, Пётр Фёдорович
Пётр Фёдорович Лубяновский (1809—1874) — генерал-лейтенант, участник подавления Польского восстания 1831 года.

## Биография
Родился 4 (16) ноября 1809 года в семье Фёдора Петровича Лубяновского.
Образование получил в Школе гвардейских подпрапорщиков и кавалерийских юнкеров, откуда выпущен 17 ноября 1828 года прапорщиком в лейб-гвардии Измайловский полк.
В 1831 году принимал участие в кампании против восставших поляков.
Произведённый 3 апреля 1848 года в полковники, Лубяновский в 1850 году состоял старшим адъютантом при дежурном генерале Главного штаба, а затем был назначен вице-директором комиссариатского департамента Военного министерства. 26 августа 1856 года произведён в генерал-майоры. С 1861 года состоял по Министерству внутренних дел.
В 1866 году уволен в отставку с производством в генерал-лейтенанты. Скончался в Санкт-Петербурге 22 июня (4 июля) 1874 года, похоронен в Фёдоровской церкви Александро-Невской лавры.

## Награды
Среди прочих наград Лубяновский имел ордена:
- Орден Святого Владимира 4-й степени (14 апреля 1840 года)
- Орден Святого Станислава 2-й степени (1843 год)
- Орден Святой Анны 2-й степени 1847 год, императорская корона к этому ордену пожалована в 1849 году)
- Орден Святого Владимира 3-й степени (1854 год)
- Орден Святого Георгия 4-й степени (26 ноября 1854 года, за беспорочную выслугу 25 лет в офицерских чинах, № 9347 по кавалерскому списку Григоровича — Степанова)
- Орден Святого Станислава 1-й степени (1859 год)